# منبع‌شناسی زیاریان

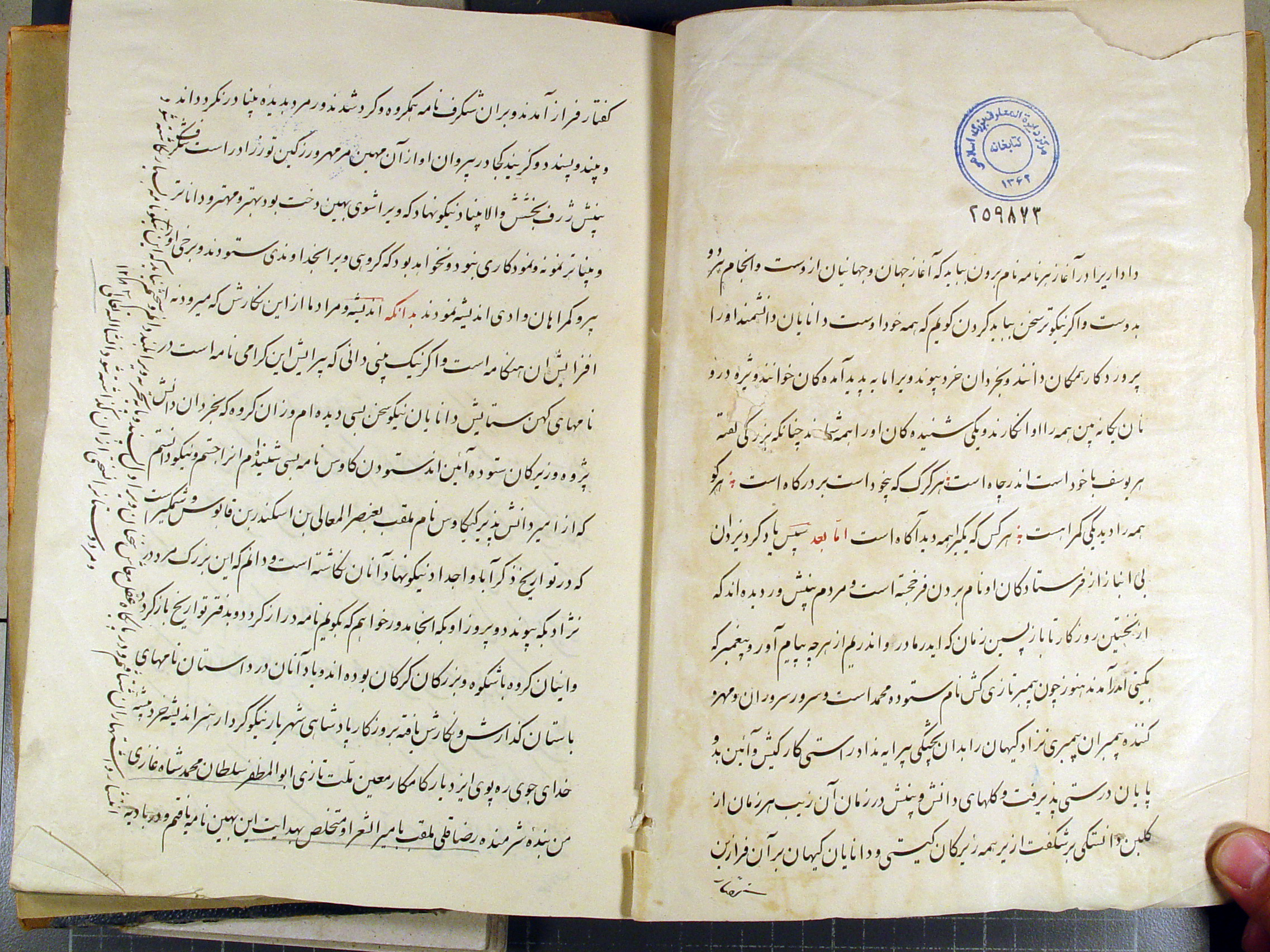
کتاب قابوس‌نامه اثر کیکاووس زیاری که از منابع مهم اولیه برای شناخت واپسین امیران دودمان زیاری است.

منبع‌شناسی زیاریان به بررسی و دسته‌بندی منابع دسته‌اولی می‌پردازد که تاریخ آل زیار را مورد بررسی قرار داده‌اند. منابع شناخت زیاریان را در چند دسته کلی می‌توان قرار داد: